# Дом Мандзони
Дом Мандзони (итал. Casa Manzoni) — дом-музей в городе Милан в Италии, собрания которого посвящены жизни и деятельности писателя Алессандро Мандзони. Основан 15 декабря 1965 года. Расположен в здании на улице Джироламо Мороне, в котором писатель жил с 1814 по 1873 год. Современное здание построено в 1864 году в стиле неоренессанса архитектором Андреа Бони.

## История
В 1810 году писатель Алессандро Мандзони, вместе с женой Генриеттой Блондель и матерью Джулией Беккарья, вернулся в Милан из Парижа. Почти два года они жили в доме на улице Сан-Вито-аль-Карроббьо. Затем переехали на улицу Брера в дом Беккарья. Наконец, 2 октября 1813 года Мандзони приобрёл дом под номером 1171 на улице Джироламо Мороне. Прежний владелец Альберико Де Фельбер продал ему здание за сто шесть тысяч лир. Через несколько месяцев после сделки писатель переехал в свой дом и начал ремонт с восстановления фасада перед площадью Бельджойозо.
Современный вид здание приобрело после ремонтных работ, проведённых скульптором и декоратором Андреа Бони из Кампьоне, фирме которого от Мандзони поступил заказ. В 1864 году, по просьбе писателя, Бони реконструировал здание в стиле неоренессанса. Фасад, вдохновленный архитектурой ломбардского возрождения, был покрыт им сложным терракотовым орнаментом: прежде всего выделяются портал и балкон.
После смерти Мандзони 22 мая 1873 года, наследники писателя продали дом за двести восемьдесят тысяч сто пятьдесят лир графу Бернардо Арнабольди-Гаццанига, который, отдавая дань памяти творчеству Мандзони, открыл для посещения его кабинет и спальню в годовщину смерти писателя. В 1919 году новым владельцем дома стал Аттильо Вилле, а в 1922 году его приобрели братья Дубини. В 1937 году новый владелец — Сберегательная касса провинции Ломбардия подарила здание городу. 20 марта 1941 года дом был передан Национальному центру исследований творчества Алессандро Мандзони, сотрудники которого обнаружили, что интерьеры в нём были частично изменены. В том же году началась их реконструкция под руководством Марино Паренти, целью которой было придание интерьерам того вида, какой они имели при жизни писателя. Работа была приостановлена из-за Второй мировой войны, затем возобновлена и завершена в первой половине 1960-х годов. В ходе работ были полностью восстановлены интерьеры кабинета и спальни писателя.
15 декабря 1965 года в здании был открыт дом-музей Мандзони. Ранее первый этаж в нём занимало Ломбардское историческое общество, которое в настоящее время находится в Национальной библиотеке Брайденса. В здании также проходили собрания клуба «Примиритель». В последние годы жизни Мандзони гостями писателя были Кавур, Гарибальди и Верди.